# IJswijn

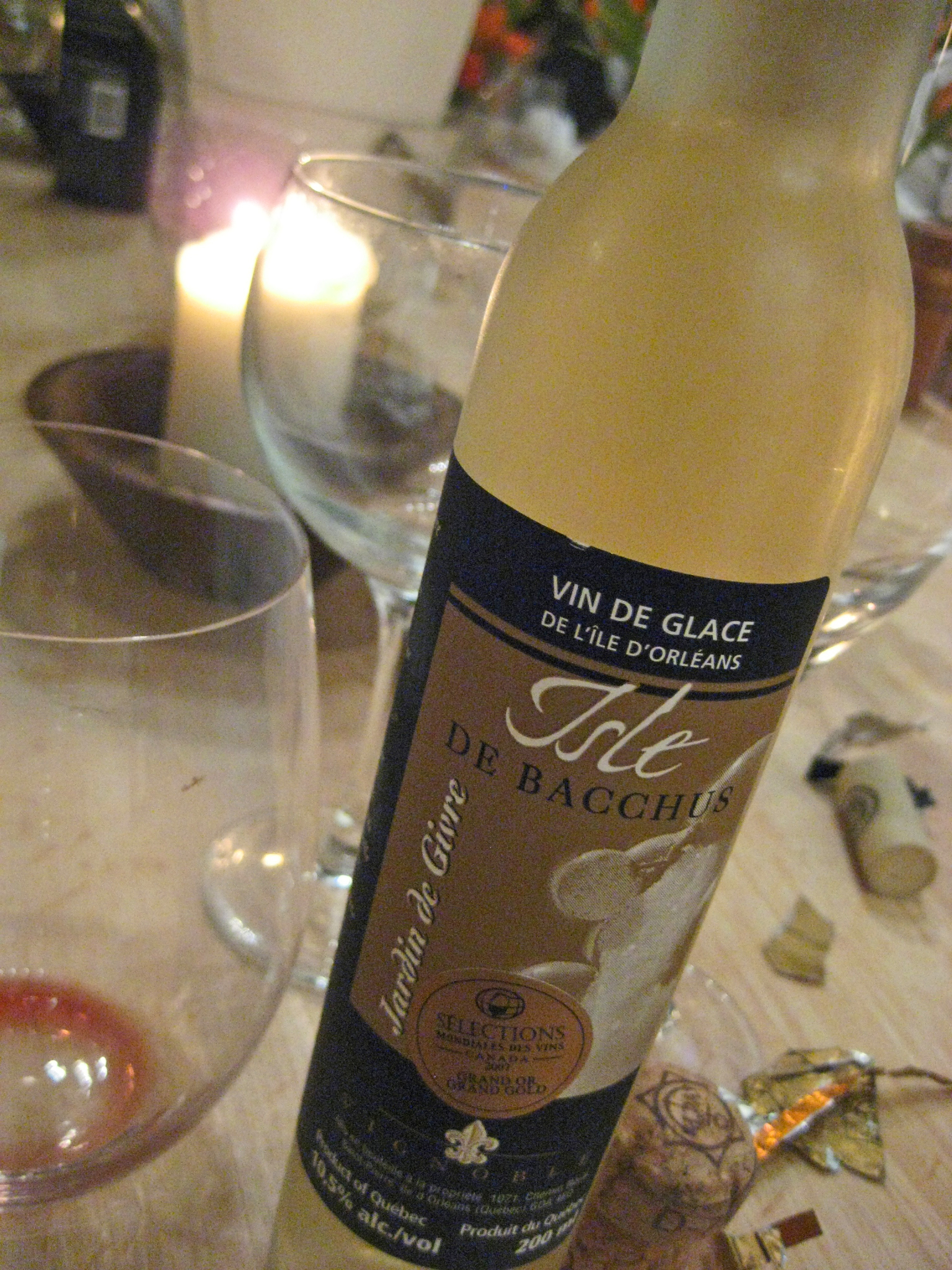
Ice wine of vin de glace uit het Canadese Quebec

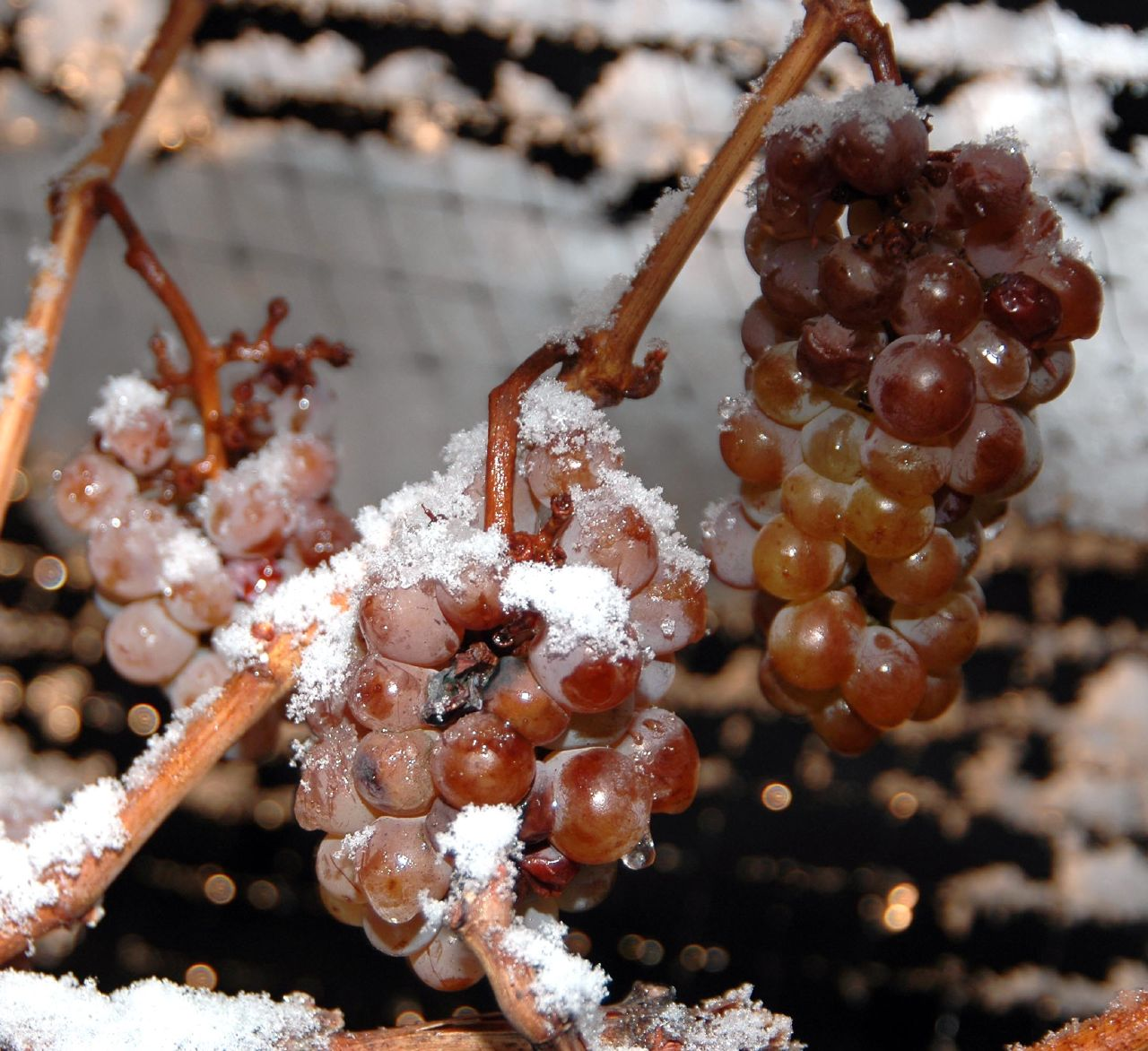
Bevroren druiven nabij Niagara, Canada

IJswijn is een zoete geurige wijn die vaak als dessertwijn wordt gedronken. De beste serveertemperatuur ligt tussen de 6 °C en 8 °C. In tegenstelling tot de meeste witte wijnen kan ijswijn zeer lang bewaard worden. Na lagering ontwikkelt zich een bijzonder karakter. IJswijn kan echter ook heel goed jong gedronken worden.  Dan zijn het de nog frisse aroma's die de boventoon voeren.
Er zijn ook rode ijswijnen. In Duitsland zijn deze zeer zeldzaam, in Noord-Amerika komen deze vaker voor.

## Bereiding
De druiven voor deze wijn blijven lange tijd aan de wijnranken hangen en worden pas in de winterperiode geplukt, als ze door nachtvorst bevroren zijn. De temperatuur mag dan niet hoger zijn dan −7 °C. Als de nachtvorst niet vroeg genoeg optreedt, kunnen de druiven beschimmelen (afhankelijk van de weersomstandigheden, er zijn droge najaren waar zeer laat geoogst is, zonder enige schimmelvorming) (de schimmelvorming kan overigens goed- en kwaadaardig zijn. Goedaardig - pourriture noble dan wel Edelfäule zorgt voor vochtverlies in de druif en dus ook voor zeer geconcentreerd sap, hiervan worden in Duitsland meestal Beerenauslesen gemaakt) en kan er niet geoogst worden om er ijswijn van te maken. De prijs is evenredig aan de risico’s die de wijnbouwer draagt om deze wijn te maken.
De bevroren druiven bevatten veel suiker, smaak- en geurstoffen. Door tijdens de persing het bevroren water te verwijderen ontstaat er een zeer geconcentreerde maar ook zoete wijn. Door het hoge suikergehalte is de gisting moeilijk op gang te brengen en duurt dan ook langer. Het record van suikergehalte voor een Duitse eiswein is 250° Oechsle, daar waar 125° wettelijk voldoende zou zijn geweest.
Het persen van druiven verdient altijd bijzondere aandacht. Bij ijswijn geldt dat nog eens extra. Omdat de opbrengst uit de druiven volgens deze methode erg klein zal zijn, is men geneigd harder te persen voor meer opbrengst. Het risico is dat schillen en pitten hun bitterheid aan de wijn gaan afstaan.
Een nieuwe techniek is de “cryo-extractie”. Deze techniek is gebaseerd op de wet van Raoult, die stelt dat het vriespunt van een vloeistof lager komt te liggen naarmate de concentratie suiker hoger is. In de praktijk oogst men de druiven op een laat tijdstip en worden in een koelcel (of koelwagen) geplaatst met een temperatuur van −10 tot −15 °C. De druiven met het minste suiker, bevriezen eerst en kunnen verwijderd worden. Zo verkrijgt men een partij druiven, met een hoog Oechsle gehalte. De techniek kan worden gebruikt in jaren met veel regen en een kleine kans op vorst en/of edele rotting in de wijngaard. (deze techniek is in Duitsland niet toegestaan, het wordt wel - zonder dat veel liefhebbers het weten - in Frankrijk toegepast, o.a. voor Sauternes)
In Duitsland is de Rieslingdruif voor Eiswein het meest favoriet. (want het meest geschikt: de druif rijpt laat en heeft van nature een hoog zuurgehalte)
Canada en de Verenigde Staten gebruiken voor hun ice wine naast de Riesling vooral ook de Vidal blanc.
In de verschillende wijnlanden wordt succes geboekt met andere druivenrassen.
Er is steeds meer "Ice Wine" omdat het tegenwoordig niet meer als een bijzonderheid maar meer als een "boutique wine" wordt gezien en gepresenteerd, iets aparts en opvallends.